# Tenir la main
« Main dans la main » redirige ici. Pour les autres significations, voir Main dans la main (homonymie).
Se tenir par la main est un geste d'affection impliquant deux personnes. Ce geste peut ou pas être romantique, notamment amical.

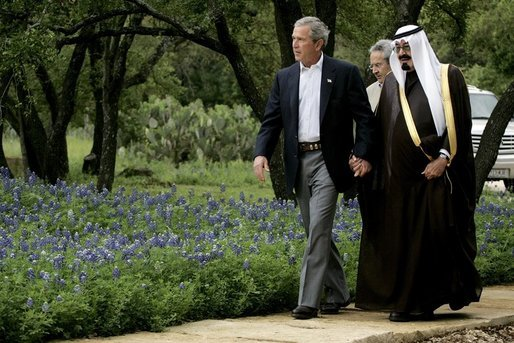
George W. Bush et Abdallah ben Abdelaziz Al Saoud se tenant par la main en signe d'amitié

## Histoire
Les chevaliers du Moyen Âge avaient habitude de se tenir par la main afin de démonter leur affection mutuelle.

## Aspects culturels
Que des amis se tiennent par les mains dépend de la culture et du  genre. 
Dans la culture occidentale, ceci est principalement fait par les femmes et les petits enfants, les conjoints et les couples romantiques. Dans certaines cultures du Moyen-Orient, du Maghreb, d'Afrique subsaharienne, certaines parties de l'Asie, du sous-continent indien, et d'Europe du Sud-Est  (en particulier en Sicile), il est fréquent ou il fut fréquent autrefois de voir des amis de même sexe - qu'ils soient hommes ou femmes - en signe d'amitié ou de respect, marcher main dans la main.